# Donáth György
Donáth György (Budapest, 1904. június 5. – Budapest, Kőbánya, 1947. október 23.) magyar jogász, politikus, a Magyar Közösség vezetője volt. 1947-ben, a szervezet tagjai közül egyedüliként kivégeztek.

## Élete

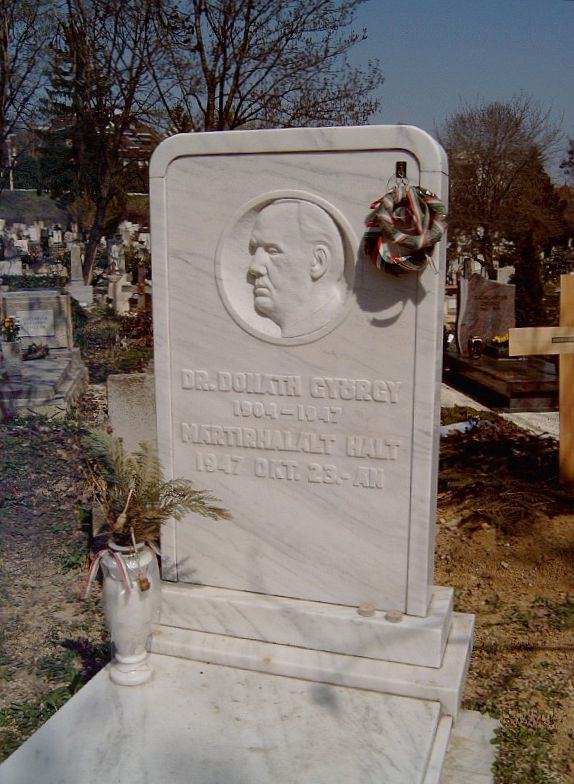
Donáth György sírja Budapesten. Farkasréti temető: 10/1-1-1. Andrássy Kurta János alkotása

Donáth Lajos és Somogyi Aranka fiaként született. Egyetemi tanulmányait a Budapesti Tudományegyetemen végezte, ahol jogi doktorátust szerzett. 1932–1938 között a Központi Statisztikai Hivatal tisztviselője, legutóbb mint miniszteri fogalmazó. 1938-tól az Imrédy Béla által indított Magyar Élet Mozgalom egyik vezetője, 1939–1944-ben kormánypárti, országgyűlési képviselő, 1943–1944-ben a Magyar Élet Pártjának alelnöke volt. Országgyűlési képviselőként az Országgyűlésben és azon kívül folyó antiszemita diskurzus egyik hangadó alakja volt. 1945 után részt vett a Magyar Közösség tevékenységében, a vezetők között volt, amiért letartóztatták több társával együtt, majd halálra ítélték és kötél által kivégezték. Dr. Donáth György és 12 társa perében a bíró Olty Vilmos, a főügyész Alapi Gyula volt. Donáth a tárgyalásán bátran szembeszállt a per fabrikált koncepciójával, órákon át tartó védőbeszédben darabokra szedve a vádak abszurditását, ugyanakkor a bíróság előtt is a fajelmélet tudományosságáról, a rasszok eltéréseiről értekezett. 1947. október 23-án a Kozma utca 13. szám alatt végezték ki kötél által. Felesége Radiche Márta volt.
A Donáth György kivégzése napján minden évben megtartott rekviemen igen nagy számban jelentek meg volt Magyar Közösségi tagok, amelynek az ÁVH megállapítása szerint mindig „néma tüntetés jellege volt”. Donáth történelmi szerepével kapcsolatban a nemzeti emlékezetet markáns dichotómia jellemzi.

## Szoboravatás
A Szabadságharcosok Közalapítvány és a Magyar Politikai Elítéltek Közössége elhatározta, hogy 2016-ban felállítja Donáth mellszobrát egykori lakhelyén, Budapest IX. kerületében, az Üllői út és Páva utca sarkán, a Holokauszt Emlékközpont közelségében. Az avatás ellen a Mazsihisz tiltakozott és rendhagyó történelemórát szervezett. Az avatásra a kommunizmus áldozatainak emléknapja alkalmából, február 24-én délután háromkor került volna sor Gulyás Gergely, a Fidesz alelnöke és Boross Péter volt kormányfő jelenlétében. Az avatás helyszínén számos antifasiszta tüntető is megjelent, így a szoboravatás végül elmaradt, a hét végén a szobrot is eltávolították.